# Jakub Menšík
Jakub Menšík (Prostějov, 1º settembre 2005) è un tennista ceco.
Talento precoce, non ancora diciannovenne raggiunge la sua prima finale in singolare nel circuito maggiore, un anno dopo a 19 anni e 6 mesi vince il suo primo titolo al Masters 1000 di Miami 2025. Il suo migliore ranking ATP è la 16ª posizione raggiunta nell'agosto 2025. In doppio ha disputato una finale ATP ma non è andato oltre il 271º posto dell'agosto 2025. Ha fatto il suo esordio nella squadra ceca di Coppa Davis nel 2023.

## Carriera

### 2020-2022: carriera juniores, primi titoli ITF
Tra gli juniores vanta 4 titoli vinti tra il 2020 e il 2022. Nel 2022 raggiunge la finale agli Australian Open juniores, persa contro Bruno Kuzuhara, e ad aprile sale alla 2ª posizione nel ranking mondiale di categoria.
Nel 2021 disputa i primi tornei professionistici sia nel circuito ITF che nel circuito Challenger, mentre gioca il primo match di qualificazione a un torneo ATP grazie ad una wild card al Serbia Open 2022. A settembre si aggiudica il primo titolo ITF ad Allershausen e ne vince altri tre consecutivamente tra il 14 e il 28 novembre, perdendo solamente tre set in totale e stabilendo una striscia di 15 vittorie consecutive.

### 2023: primo titolo Challenger, terzo turno US Open, debutto in Coppa Davis
Nel marzo 2023 vince il suo ultimo titolo ITF e abbandona la categoria dopo aver conquistato cinque titoli in singolare e uno in doppio. A maggio vince il primo titolo Challenger alla sua sesta apparizione nel tabellone principale di un torneo di questo livello, battendo Dominik Koepfer in finale a Praga. Nel prosieguo della stagione raccogli alcuni altri buoni risultati nei Challenger e a luglio entra nella top 200 del ranking.
La posizione in classifica gli consente di disputare le sue prime qualificazioni a un torneo del Grande Slam agli US Open e al primo incontro supera l'ex top 10 Fabio Fognini, poi ha la meglio su Leandro Riedi e si aggiudica un posto nel main draw battendo Zdeněk Kolář. Conquista la prima vittoria nel circuito maggiore al primo turno contro Grégoire Barrère, diventando uno dei tennisti più giovani a vincere un match nel tabellone principale degli US Open (l'ultimo under 18 era stato Borna Ćorić nel 2014). Supera l'altro qualificato Titouan Droguet il giorno prima del suo 18º compleanno e al terzo turno viene sconfitto nettamente dal n° 9 del mondo Taylor Fritz. A settembre gioca il primo match in Coppa Davis per la Repubblica Ceca nella fase a gruppi delle Finals della competizione, viene schierato nella sfida con la Serbia quando le due squadre sono già qualificate per i quarti e vince contro Dušan Lajović; non verrà utilizzato nella fase a eliminazione diretta.

### 2024: prima finale ATP, quarti di finale a Shanghai e Vienna, 48° nel ranking
All'esordio stagionale perde la finale al Challenger Canberra International Tennis contro Dominik Koepfer. Disputa quindi per la prima volta e supera le qualificazioni degli Australian Open. Al primo turno del torneo batte Denis Shapovalov in tre set e al secondo cede al n° 9 mondiale Hubert Hurkacz al quinto set. Il 24 febbraio, raggiunge per la prima volta una finale ATP nel 250 di Doha: dopo aver sconfitto Alejandro Davidovich Fokina e l'ex numero 1 della classifica mondiale Andy Murray, nei quarti ha la meglio sul nº 5 del mondo Andrej Rublëv, nella sua prima vittoria contro un top 10. In semifinale supera Gaël Monfils e perde la finale per 6–7, 4–6 contro Karen Chačanov. Con questo risultato fa il suo ingresso nella top 100, in 87ª posizione. Disputa il suo primo torneo Masters 1000 a Indian Wells ed esce al secondo turno, mentre non supera le qualificazioni al Masters di Miami.
Dopo un mese di inattività riprende l'ascesa al Masters 1000 di Madrid, sconfigge Yannick Hanfmann e il nº 10 del mondo Grigor Dimitrov, per poi ritirarsi durante il match di terzo turno per un problema alla mano che gli impedirà di giocare al Roland Garros. Torna a mettersi in luce a giugno raggiungendo i quarti di finale sull'erba dei Mallorca Championships, mentre al suo esordio a Wimbledon cede al primo turno ad Aleksandr Bublik dopo aver vinto i primi due set. Raggiunge la semifinale all'ATP di Umago senza perdere alcun set, elimina tra gli altri Luciano Darderi e raccoglie solo cinque giochi contro Lorenzo Musetti. Fa il suo debutto olimpico ai Giochi di Parigi ed esce al secondo turno per mano di Tommy Paul. La settimana dopo sale al 64° posto mondiale.
Esce di nuovo al terzo turno agli US Open, sconfitto al quinto set da Nuno Borges dopo aver eliminato la testa di serie nº 19 Félix Auger-Aliassime. Nella fase a gruppi delle Finals di Coppa Davis perde i tre match di doppio, vince uno dei due giocati in singolare e i cechi finiscono ultimi nel girone. Raggiunge per la prima volta il terzo turno in un Masters 1000 allo Shanghai Masters sconfiggendo per la seconda volta in stagione il top 10 Rublëv; accede poi ai quarti di finale con il successo sull'altro top 10 Grigor Dimitrov e cede a Novak Djokovic dopo aver vinto il primo set．A fine torneo sale al 51º posto mondiale. Al successivo torneo 500 di Vienna riesce a superare le qualificazioni e nuovamente a raggiungere i quarti di finale, prima volta in un torneo di questa categoria, dove viene però eliminato in tre set da Alex de Minaur. Grazie a questo risultato migliora ulteriormente il suo ranking e riesce ad entrare per la prima volta in carriera in top 50, alla 48ª posizione.

### 2025: primo titolo ATP al Masters 1000 di Miami e 16º nel ranking
Eliminato nei quarti nei primi due tornei ATP stagionali, sconfigge la sesta testa di serie Casper Ruud al secondo turno degli Australian Open in quattro set e perde nel turno successivo contro Alejandro Davidovich Fokina in cinque set dopo essere stato in vantaggio di due set e aver sprecato un match point. Sconfitto al secondo turno al Masters 1000 di Indian Wells, raggiunge le semifinali al nuovo Challenger 175 Copa Cap Cana 2025. A Miami raggiunge la sua prima semifinale in un Masters 1000 dopo le vittorie sul campione di Indian Wells e sesta testa di serie Jack Draper, Roman Safiullin, Tomáš Macháč (beneficiando del suo ritiro) e la 17ª testa di serie Arthur Fils. Accede alla sua prima finale in singolare del circuito maggiore sconfiggendo il nº 4 del mondo Taylor Fritz, con la più grande vittoria da inizio carriera in termini di classifica. In finale sconfigge il suo idolo e mentore Novak Djokovic dopo due tie-break. La settimana successiva porta il miglior ranking alla 23ª posizione.
Continua l'ascesa raggiungendo i quarti al Madrid Open, elimina tra gli altri il nº 13 ATP Ben Shelton e cede in tre set a Francisco Cerúndolo. Sale alla 19ª posizione spingendosi fino agli ottavi agli Internazionali d'Italia. Al Roland Garros esce al secondo turno dopo essere stato rimontato da 2 set a 0 da Henrique Rocha. Esce al secondo turno anche al Queen's Club Championships 2025 per mano di Roberto Bautista Agut dopo aver vinto il primo set. Al Torneo di Wimbledon 2025 raggiunge il terzo turno e viene sconfitto nettamente da Flavio Cobolli. Sale al 16º posto mondiale dopo essere stato eliminato al terzo turno anche ai Masters 1000 del Canadian Open e  del Cincinnati Open. Nel torneo di doppio di Cincinnati dà forfait dopo aver eliminato al primo turno in coppia con Jiri Lehecka le teste di serie nº 3 Harri Heliövaara / Henry Patten.

## Statistiche

### Singolare

#### Finali vinte (1)
| Legenda              |
| Grande Slam (0)      |
| ATP Finals (0)       |
| ATP Masters 1000 (1) |
| ATP Tour 500 (0)     |
| ATP Tour 250 (0)     |

| N. | Data          | Torneo            | Superficie | Avversario in finale | Punteggio      |
| 1. | 30 marzo 2025 | Miami Open, Miami | Cemento    | Novak Đoković        | 7–6(4), 7–6(4) |

#### Finali perse (1)
| Legenda              |
| Grande Slam (0)      |
| ATP Finals (0)       |
| ATP Masters 1000 (0) |
| ATP Tour 500 (0)     |
| ATP Tour 250 (1)     |

| N. | Data             | Torneo           | Superficie | Avversario in finale | Punteggio    |
| 1. | 24 febbraio 2024 | Qatar Open, Doha | Cemento    | Karen Chačanov       | 6(12)–7, 4–6 |

### Doppio

#### Finali perse (1)
| Legenda              |
| Grande Slam (0)      |
| ATP Finals (0)       |
| ATP Masters 1000 (0) |
| ATP Tour 500 (0)     |
| ATP Tour 250 (1)     |

| N. | Data           | Torneo                           | Superficie | Compagno     | Avversari in finale         | Punteggio           |
| 1. | 5 gennaio 2025 | Brisbane International, Brisbane | Cemento    | Jiří Lehečka | Julian Cash Lloyd Glasspool | 3–6, 7–6(2), [6–10] |

### Tornei minori

#### Singolare

##### Vittorie (6)
| Legenda tornei minori |
| Challenger (1)        |
| ITF (5)               |

| N. | Data             | Torneo                            | Superficie  | Avversario in finale | Punteggio     |
| 1. | 4 settembre 2022 | M15 Allershausen                  | Terra rossa | Peter Heller         | 7–5, 3–6, 6–1 |
| 2. | 20 novembre 2022 | M25 Candia                        | Cemento     | Oleksandr Ovcharenko | 6–4, 7–6(4)   |
| 3. | 27 novembre 2022 | M15 Sharm el-Sheikh               | Cemento     | Saba Purtseladze     | 6–4, 6–2      |
| 4. | 4 dicembre 2022  | M15 Sharm el-Sheikh               | Cemento     | Robert Strombachs    | 6–4, 6–0      |
| 5. | 12 marzo 2023    | M25 Trnava                        | Cemento (i) | Karl Friberg         | 7–6(6), 6–3   |
| 6. | 14 maggio 2023   | TK Sparta Praga Challenger, Praga | Terra rossa | Dominik Koepfer      | 6–4, 6–3      |

##### Sconfitte (1)
| Legenda tornei minori |
| Challenger (1)        |
| ITF (0)               |

| N. | Data           | Torneo                                  | Superficie | Avversario in finale | Punteggio |
| 1. | 7 gennaio 2024 | Canberra International Tennis, Canberra | Cemento    | Dominik Koepfer      | 3–6, 2–6  |

#### Doppio

##### Vittorie (1)
| Legenda tornei minori |
| Challenger (0)        |
| ITF (1)               |

| N. | Data           | Torneo    | Superficie  | Compagno         | Avversari in finale           | Punteggio   |
| 1. | 12 giugno 2022 | M15 Bytom | Terra rossa | Olaf Pieczkowski | Matthew Romios Brandon Walkin | 7–6(3), 7–5 |

### Tornei del Grande Slam Junior

#### Singolare

##### Sconfitte (1)
| Tornei del Grande Slam  |
| ----------------------- |
| Australian Open (1)     |
| Open di Francia (0)     |
| Torneo di Wimbledon (0) |
| US Open (0)             |

| N. | Data            | Torneo                     | Superficie | Avversario in finale | Punteggio           |
| 1. | 29 gennaio 2022 | Australian Open, Melbourne | Cemento    | Bruno Kuzuhara       | 6(4)–7, 7–6(6), 5–7 |

### Vittorie contro giocatori top 10
| Stagione | 2024 | 2025 | Totale |
| -------- | ---- | ---- | ------ |
| Vittorie | 4    | 4    | 8      |

| Nº   | Giocatore           | Rank | Torneo                     | Superficie  | Turno | Punteggio           |
| 2024 | 2024                | 2024 | 2024                       | 2024        | 2024  | 2024                |
| ---- | ------------------- | ---- | -------------------------- | ----------- | ----- | ------------------- |
| 1.   | Andrej Rublëv       | 5    | Qatar Open ATP, Doha       | Cemento     | QF    | 6–4, 7–6(6)         |
| 2.   | Grigor Dimitrov     | 10   | Madrid Open, Madrid        | Terra rossa | 2T    | 6–2, 6(4)–7, 6–3    |
| 3.   | Andrej Rublëv (2)   | 6    | Shanghai Masters, Shanghai | Cemento     | 2T    | 6(7)–7, 6–4, 6–3    |
| 4.   | Grigor Dimitrov (2) | 10   | Shanghai Masters, Shanghai | Cemento     | 4T    | 6–3, 3–6, 6–4       |
| 2025 |                     |      |                            |             |       |                     |
| 5.   | Casper Ruud         | 6    | Australian Open, Melbourne | Cemento     | 2T    | 6–2, 3–6, 6–1, 6–4  |
| 6.   | Jack Draper         | 7    | Miami Open, Miami          | Cemento     | 2T    | 7–6(2), 7–6(3)      |
| 7.   | Taylor Fritz        | 4    | Miami Open, Miami          | Cemento     | SF    | 7–6(4), 4–6, 7–6(4) |
| 8.   | Novak Đoković       | 5    | Miami Open, Miami          | Cemento     | F     | 7–6(4), 7–6(4)      |